# Luật của Ueki
Ueki no Hōsoku (うえきの法則, うえきのほうそく) là loạt manga được thực hiện bởi Fukuchi Tsubasa, đăng lần đầu trên tạp chí Weekly Shōnen Sunday từ tháng 3 năm 2002 đến tháng 4 năm 2004. Shogakukan đã phát hành 16 tập tankōbon. Cốt truyện xoay quanh cậu bé tên Ueki được trao cho sức mạnh siêu nhiên để tham gia vào các trận thi đấu để trở thành vị thần kế vị trên thiên đàng, cậu bé đã dần dần tập họp được một nhóm khi tham gia cuộc thi và họ đã cùng nhau chiến đấu vì lý tưởng của mình. TVM Comics đã đăng ký bản quyền phát hành loạt manga này tại Việt Nam với tên bản quyền hiện tại là Luật của Ueki.
Studio Deen đã chuyển thể loạt manga này thành anime và phát sóng trên kênh TV Tokyo từ ngày 04 tháng 4 năm 2005 đến ngày 27 tháng 3 năm 2006 với 51 tập. Bộ anime sau đó đã được chiếu với các thứ tiếng khác nhau trên hệ thống Animax và các kênh khác trên thế giới. Phần tiếp theo của loạt manga này là Ueki no Hōsoku Plus (うえきの法則プラス) tiếp tục cốt truyện của loạt đầu đã đăng từ 2005 đến năm 2007 trên cùng cuốn tại chí.

## Tổng quan

### Nhân vật

#### Người có quyền năng

##### Nhóm Ueki
Ueki Kōsuke (植木 耕助, うえき こうすけ)
Lồng tiếng bởi: Park Romi/Nozawa Masako (CM)
Mori Ai (森 あい, もり あい)
Lồng tiếng bởi: Kawakami Tomoko/Hikami Kyōko (CM)
Sano Seiichirō (佐野 清一郎, さの せいいちろう)
Lồng tiếng bởi: Hoshi Sōichirō
Rinko Jerrard (鈴子・ジェラード, りんこ・ジェラード)
Lồng tiếng bởi: Noto Mamiko/Matsui Naoko (CM)
Sōya Hideyoshi (宗屋 ヒデヨシ, そうや ヒデヨシ)
Lồng tiếng bởi: Yamaguchi Mitsuo

##### Nhóm Caption
Caption (カプーショ)
Lồng tiếng bởi: Asakawa Yū
Nico (ニコ)
Lồng tiếng bởi: Matsukaze Masaya
Ugo (ウーゴ)
Lồng tiếng bởi: Miyata Kōki
Mario (マリオ)
Lồng tiếng bởi: Kamiya Hiroshi

##### Nhóm Grano
Grano (グラノ)
Lồng tiếng bởi: Chiba Isshi
Pecol (ペコル)
Lồng tiếng bởi: Horie Yui
Guitar (ギタール)
Lồng tiếng bởi: Itō Kentarō
Mūnin (ムーニン)
Lồng tiếng bởi: Furukawa Toshio
Pastello (パステロ)
Lồng tiếng bởi: Sakurai Toshiharu

##### Nhóm Marilyn
Marilyn Carrey (マリリン・キャリー)
Lồng tiếng bởi: Yukino Satsuki
Matthew (マシュー)
Lồng tiếng bởi: Miki Shinichirō
Baron (バロン)
Lồng tiếng bởi: Ginga Banjō, Horanai Ai (lúc nhỏ)
Memory (メモリー)
Lồng tiếng bởi: Chihara Minori
Putting (プティング)
Lồng tiếng bởi: Fukuhara Kaori

##### Nhóm Barou
Barou Escarotte (バロウ・エシャロット)
Lồng tiếng bởi: Kawaragi Shiho
Ban Dicoot (バン・ディクート)
Lồng tiếng bởi: Takemoto Eiji, Miwa Katsue (dạng Jingi)
Diegostar (ディエゴスター)
Lồng tiếng bởi: Ōkawa Tōru
Kill Norton (キルノートン)
Lồng tiếng bởi: Chiba Susumu

##### Robert Jū-dan
Robert Haydn (ロベルト・ハイドン)
Lồng tiếng bởi: Saiga Mitsuki
Karlpaccho (カール・P・アッチョ)
Lồng tiếng bởi: Takagi Wataru
Myōjin Tarō (明神 太郎, みょうじん たろう)
Lồng tiếng bởi: Yamaguchi Mayumi
Oni (鬼, おに)
Lồng tiếng bởi: Ōtsuka Chikao/Matsumoto Yasunori (CM)
Becky Wolf (ベッキー・ウォルフ)
Lồng tiếng bởi: Kobayashi Yumiko
Marco Maldini (マルコ・マルディーニ)
Lồng tiếng bởi: Ōhama Yasushi/Tobita Nobuo (CM)
Don (ドン)
Lồng tiếng bởi: Ishii Kōji
Alessio Juliano (アレッシオ・ユリアーノ)
Lồng tiếng bởi: Narita Ken
Kamui = Rosso (カムイ＝ロッソ) / Shirokage (白影, しろかげ)
Lồng tiếng bởi: Sakurai Harumi
Kuroki Kageo (黒木 影男, くろき かげお) / Kurokage (黒影, くろかげ)
Lồng tiếng bởi: Oda Yūsei
ノマール・カルライン
Lồng tiếng bởi: Shimizu Ai
Kabara (カバラ)
Lồng tiếng bởi: Sugiyama Noriaki
Yunpao (ユンパオ)
Lồng tiếng bởi: Yajima Akiko

##### Khác
Li Ho (李崩, りほう)
Lồng tiếng bởi: Koyasu Takehito, Ichita Rie (lúc nhỏ)
Taira Maruo (平 丸男, たいら まるお)
Lồng tiếng bởi: Miyake Kenta
Adachi Hayao (足立 駿夫, あだち はやお)
Lồng tiếng bởi: Takagi Motoki
Yamada Yasokichi (山田 八十吉, やまだ やそきち)
Lồng tiếng bởi: Ichiki Mitsuhiro
Baba Junichi (馬場 淳一, ばば じゅんいち) / B・J （ビー・ジェー）
Lồng tiếng bởi: Taniyama Kishō
Bolo T (ボーロ・T)
Lồng tiếng bởi: Kase Yasuyuki
Oniyama Monjirō (鬼山 紋次郎, おにやま もんじろう)
Lồng tiếng bởi: Konishi Katsuyuki
Kagura (神楽, かぐら)
Lồng tiếng bởi: Dōoka Takayuki

#### Thiên đàng

##### Chính
Kobayashi sensei (小林先生, こばやしせんせい)
Lồng tiếng bởi: Mori Katsuji
Inumaru (犬丸, いぬまる)
Lồng tiếng bởi: Ishida Akira
Yodogawa (淀川, よどがわ)
Lồng tiếng bởi: Toriumi Katsumi
Nero (ネロ)
Lồng tiếng bởi: Nakata Hitoshi
Margarette (マーガレット)
Lồng tiếng bởi: Ikeda Shūichi
Zack (ザック)
Lồng tiếng bởi: Ichikawa Osamu
Ganju (ガンジ)
Mike (ミケ)
Lafferty (ラファティ)
Lồng tiếng bởi: Domon Kumi
Adachi no kami kōho (足立の神候補)
Lồng tiếng bởi: Yoshimitsu Shimoyama

##### Phụ
Kami-sama (神様)
Lồng tiếng bởi: Kosugi Jūrōta
Pag (パグ)
Lồng tiếng bởi: Tsujitani Kōji
Kami no Tsukai (神の遣い)
Lồng tiếng bởi: Sawamura Maki

#### Linh thú
Tenko (テンコ)
Lồng tiếng bởi: Nagasako Takashi, Saitō Chiwa (thu nhỏ)

#### Địa ngục
Hanon (アノン)
Lồng tiếng bởi: Fukuyama Jun
Hanon no chichioya (アノンの父親)
Lồng tiếng bởi: Ikeda Shūichi

#### Khác
Suzuki Sakura (鈴木 桜, すずき さくら)
Lồng tiếng bởi: Egawa Hisao
Kuroiwa (黒岩, くろいわ)
Lồng tiếng bởi: Nojima Hirofumi
Hibiki Fukusuke (日比木フクスケ, ひびき フクスケ)
Kuroki Teruo (黒木 照男, くろき てるお)
Lồng tiếng bởi: Kanzaki Chiro
Inchō (院長, いんちょう)
Lồng tiếng bởi: Chafūrin
Kentarō (ケンタロウ)
Lồng tiếng bởi: Momomori Sumomo
Ueki Gengorō (植木 源五郎, うえき げんごろう)
Lồng tiếng bởi: Chiba Shigeru
Ueki Shōko (植木 翔子, うえき しょうこ)
Lồng tiếng bởi: Kasahara Akira
Ueki Haruko (植木 春子, うえき はるこ)
Lồng tiếng bởi: Hayashibara Megumi
Ossan (オッサン)
Kakashi no Daigo (かかしの大吾)
Yamada (山田, やまだ)
Suzuhara (鈴原, すずはら)

## Truyền thông

### Manga
Ueki no Hōsoku được thực hiện bởi Fukuchi Tsubasa đã đăng trên tạp chí dành cho shōnen là Weekly Shōnen Sunday của Shogakukan từ tháng 3 năm 2002 đến tháng 4 năm 2004. Shogakukan sau đó đã tập hợp các chương lại và phát hành 16 tankōbon. Tổng cộng doanh số 16 tập này khi phát hành lần đầu là 3,5 triệu bản. TVM Comics đã đăng ký bản quyền phiên bản tiếng Việt của loạt manga để phát hành tại Việt Nam với tên bản quyền hiện tại là Luật của Ueki. Viz Media đăng ký bản quyền phiên bản tiếng Anh để phát hành tại thị trường Bắc Mỹ còn Pika Édition đăng ký tại Pháp, Egmont Manga & Anime đăng ký tại Đức và Ching Win Publishing đăng ký tại Đài Loan.
Loạt manga nối tiếp có tựa Ueki no Hōsoku Plus (うえきの法則プラス) đã đăng từ năm 2005 đến năm 2007 trên cùng cuốn tại chí của loạt đầu.

### Anime
Sunrise đã thực hiện một đoạn phim anime CM quảng cáo giới thiệu ngắn cho chuyển thể anime và phát trên trang Sunday CM Dekijō (サンデーCM劇場) của Shōnen Sunday từ tháng 2 năm 2003. Nhưng các diễn viên tham gia lồng tiếng cho đoạn phim này khác với bộ anime.
Studio Deen đã chuyển thể loạt manga này thành anime và phát sóng trên kênh TV Tokyo từ ngày 04 tháng 4 năm 2005 đến ngày 27 tháng 3 năm 2006 với 51 tập trên kênh TV Tokyo. Animax Asia đã chiếu bộ anime này trên toàn hệ thống của mình tại Nam Á và Đông Nam Á, ngoài ra Animax cũng đã phát các phiên bản ngôn ngữ khác trên các hệ thống khác của mình. Ngoài Animax thì kênh AXN Spain và Canal Sur đã chiếu bộ anime tại Tây Ban Nha, kênh K3 tại Catalunya, kênh ABS-CBN, Hero và Studio 23 tại Phillipines, kênh ImaginAsian TV cũng đã bắt đầu phát sóng bộ anime này tại Hoa Kỳ vào đầu năm 2007.
Geneon đã đăng ký bản quyền phiên bản tiếng Anh để phát hành tại thị trường Bắc Mỹ. Ngày 03 tháng 7 năm 2008, Geneon Entertainment và Funimation Entertainment đã công bố thỏa thuận phân phối các tựa anime tại thị trường Bắc Mỹ trong đó có tên của bộ anime này, theo đó Funimation độc quyền phát hành, tiếp thị, phân phối, trong khi Geneon vẫn giữ bản quyền. Tuy nhiên, vì lượng tiêu thụ thấp nên bản quyền phát hành này cũng đã hết hiệu lực. Mighty Media thì đăng ký bản quyền phát hành tại Đài Loan.

### Trò chơi điện tử
The Law of Ueki còn được chuyển thể thành trò chơi trên nền PlayStation 2 và Game Boy Advance chỉ phát hành tại Nhật. Trò chơi trên nền PlayStation 2 có tựa là "Ueki no Hōsoku: Taosu ze Roberuto Jūdan!!" (うえきの法則: 倒ぜロベルト十団!) trò chơi trên nền Game Boy Advance game có tựa là "Ueki no Hōsoku: Jingi Sakuretsu! Nōryokusha Battle" (うえきの法則: 神器炸裂!能力者バトル). Cả hai đều lấy cốt truyện gốc của manga.

### Âm nhạc
Bộ anime có 7 bài bàt chủ đề, 2 mở đầu và 5 kết thúc. Bài hát mở đầu thứ nhất có tên Falco do Shimatani Hitomi trình bày dùng từ tập 1 đến 32 đĩa đơn chứa bài hát đã phát hành vào ngày 10 tháng 8 năm 2005. Bài hát mở đầu thứ hai có tên No Regret do Koda Kumi trình bày dùng từ tập 33 đến 51, đĩa đơn chứa bài hát đã phát hành vào ngày 25 tháng 1 năm 2006. Bài hát kết thúc thứ nhất có tên Kokoro no Wakusei ~Little planets~ (こころの惑星 ～Little Planets～) do Kayo Aiko trình bày dùng từ tập 1 đến 15, đĩa đơn chứa bài hát đã phát hành vào ngày 25 tháng 5 năm 2005. Bài hát kết thúc thứ hai có tên Earthship ~Uchuusen Chikyuugou~ (Earthship ～宇宙船地球号～) do SweetS trình bày dùng từ tập 16 đến 32, đĩa đơn chứa bài hát đã phát hành vào ngày 10 tháng 8 năm 2005 đính kèm một đĩa chứa đoạn phim trình bày nhạc phẩm. Bài hát kết thúc thứ ba là bài Kono Machi dewa Dare mo ga Mina Jibun Igai no Nanika ni Naritagaru (この街では誰もがみな自分以外の何かになりたがる) do The Ivory Brothers trình bày dùng từ tập 33 đến 42, đĩa đơn chứa bài hát đã phát hành vào ngày 09 tháng 11 năm 2005. Bài hát kết thúc thứ tư là bài Bokutachi ni Aru Mono (ボクたちにあるもの) do Paku Romi trình bày dùng từ tập 43 đến 50, đĩa đơn chứa bài hát đã phát hành vào ngày 25 tháng 1 năm 2006. Bài hát kết thúc thứ năm là bài True Blue do Shimatani Hitomi trình bày dùng trong tập 51, đĩa đơn chứa bài hát đã phát hành vào ngày 15 tháng 11 năm 2006 với hai phiên bản, một phiên bản có đính kèm một đĩa chứa đoạn phim trình bày nhạc phẩm. Album chứa các bản nhạc dùng trong bộ anime đã phát hành vào ngày 26 tháng 10 năm 2005.
Album chứa các bài hát do các nhân vật trình bày đã phát hành vào ngày 15 tháng 3 năm 2006. Một album khác chứa các bài hát do các nhân vật trình bày cùng các bài hát chủ đề đã phát hành vào ngày 19 tháng 12 năm 2007.
| Falco -ファルコー | Falco -ファルコー                                              | Falco -ファルコー |
| STT               | Nhan đề                                                        | Thời lượng        |
| ----------------- | -------------------------------------------------------------- | ----------------- |
| 1.                | "Falco -ファルコー"                                            | 3:36              |
| 2.                | "Hana wo Sagashite (花を探して)"                               | 3:54              |
| 3.                | "Falco -ファルコー (instrumental)"                             | 3:36              |
| 4.                | "Hana wo Sagashite (instrumental) (花を探して (instrumental))" | 3:54              |
| Tổng thời lượng:  | Tổng thời lượng:                                               | 15:00             |

| No Regret        | No Regret                           | No Regret  |
| STT              | Nhan đề                             | Thời lượng |
| ---------------- | ----------------------------------- | ---------- |
| 1.               | "No Regret"                         | 4:28       |
| 2.               | "Rain (Unplugged Version)"          | 5:44       |
| 3.               | "No Regret (Instrumental)"          | 4:28       |
| 4.               | "Rain (Album Version Instrumental)" | 5:09       |
| Tổng thời lượng: | Tổng thời lượng:                    | 19:49      |

| Kokoro no Wakusei ~Little planets~ (こころの惑星 ～Little Planets～) | Kokoro no Wakusei ~Little planets~ (こころの惑星 ～Little Planets～)                                 | Kokoro no Wakusei ~Little planets~ (こころの惑星 ～Little Planets～) |
| STT                                                                  | Nhan đề                                                                                              | Thời lượng                                                           |
| -------------------------------------------------------------------- | --- | -------------------------------------------------------------------- |
| 1.                                                                   | "Kokoro no Wakusei ~Little planets~ (こころの惑星 ～Little planets～)"                               | 4:39                                                                 |
| 2.                                                                   | "STEP BACK IN TIME"                                                                                  | 3:43                                                                 |
| 3.                                                                   | "Kokoro no Wakusei ~Little planets~ (Instrumental) (こころの惑星 ～Little planets～ (Instrumental))" | 4:39                                                                 |
| 4.                                                                   | "STEP BACK IN TIME (Instrumental)"                                                                   | 3:44                                                                 |
| Tổng thời lượng:                                                     | Tổng thời lượng:                                                                                     | 16:45                                                                |

| Earthship ~Uchuusen Chikyuugou~ (Earthship ～宇宙船地球号～) | Earthship ~Uchuusen Chikyuugou~ (Earthship ～宇宙船地球号～)                                 | Earthship ~Uchuusen Chikyuugou~ (Earthship ～宇宙船地球号～) |
| STT                                                          | Nhan đề                                                                                      | Thời lượng                                                   |
| ------------------------------------------------------------ | -------------------------------------------------------------------------------------------- | ------------------------------------------------------------ |
| 1.                                                           | "Earthship ~Uchuusen Chikyuugou~ (Earthship ～宇宙船地球号～)"                               | 4:09                                                         |
| 2.                                                           | "Sanbika Dai 24ban Chichi no Kami yo (賛美歌 第24番 父のかみよ)"                             | 2:37                                                         |
| 3.                                                           | "Earthship ~Uchuusen Chikyuugou~ (Instrumental) (Earthship ～宇宙船地球号～ (Instrumental))" | 4:08                                                         |
| Tổng thời lượng:                                             | Tổng thời lượng:                                                                             | 10:54                                                        |

| Kono Machi dewa Dare mo ga Mina Jibun Igai no Nanika ni Naritagaru (この街では誰もがみな自分以外の何かになりたがる) | Kono Machi dewa Dare mo ga Mina Jibun Igai no Nanika ni Naritagaru (この街では誰もがみな自分以外の何かになりたがる)                            | Kono Machi dewa Dare mo ga Mina Jibun Igai no Nanika ni Naritagaru (この街では誰もがみな自分以外の何かになりたがる) |
| STT | Nhan đề | Thời lượng |
| --- | --- | --- |
| 1. | "Kono Machi dewa Dare mo ga Mina Jibun Igai no Nanika ni Naritagaru (この街では誰もがみな自分以外の何かになりたがる)"                          | 4:20 |
| 2. | "I love you,love me" | 4:57 |
| 3. | "Enkei (Acoustic) (遠景(acoustic))" | 5:01 |
| 4. | "Kono Machi dewa Dare mo ga Mina Jibun Igai no Nanika ni Naritagaru (less vocal) (この街では誰もがみな自分以外の何かになりたがる(less vocal))" | 4:21 |
| Tổng thời lượng: | Tổng thời lượng: | 18:39 |

| Bokutachi ni Aru Mono (ボクたちにあるもの) | Bokutachi ni Aru Mono (ボクたちにあるもの)                                  | Bokutachi ni Aru Mono (ボクたちにあるもの) |
| STT                                        | Nhan đề                                                                     | Thời lượng                                 |
| ------------------------------------------ | --------------------------------------------------------------------------- | ------------------------------------------ |
| 1.                                         | "Bokutachi ni Aru Mono (ボクたちにあるもの)"                                | 4:39                                       |
| 2.                                         | "Sora no Shita Daichi no Ue (空の下 大地の上)"                              | 4:59                                       |
| 3.                                         | "Bokutachi ni Aru Mono (instrumental) (ボクたちにあるもの(instrumental))"   | 4:38                                       |
| 4.                                         | "Sora no Shita Daichi no Ue (instrumental) (空の下 大地の上(instrumental))" | 4:58                                       |
| Tổng thời lượng:                           | Tổng thời lượng:                                                            | 19:14                                      |

| PASIO～パッシオ  | PASIO～パッシオ                                                                                    | PASIO～パッシオ |
| STT              | Nhan đề                                                                                            | Thời lượng      |
| ---------------- | -------------------------------------------------------------------------------------------------- | --------------- |
| 1.               | "PASIO～パッシオ"                                                                                  | 4:42            |
| 2.               | "True Blue"                                                                                        | 4:57            |
| 3.               | "Tsuioku LIVE REC from Special Live "crossover II" (追憶 LIVE REC from Special Live "crossover2")" | 5:17            |
| 4.               | "PASIO～パッシオ(instrumental)"                                                                    | 4:41            |
| 5.               | "True Blue (instrumental)"                                                                         | 4:57            |
| Tổng thời lượng: | Tổng thời lượng:                                                                                   | 24:34           |

| TV Anime Ueki no Housoku Original Soundtrack The Law of Music! (TVアニメーション「うえきの法則」オリジナルサウンドトラック The Law Of Music!) | TV Anime Ueki no Housoku Original Soundtrack The Law of Music! (TVアニメーション「うえきの法則」オリジナルサウンドトラック The Law Of Music!) | TV Anime Ueki no Housoku Original Soundtrack The Law of Music! (TVアニメーション「うえきの法則」オリジナルサウンドトラック The Law Of Music!) |
| STT | Nhan đề | Thời lượng |
| --- | --- | --- |
| 1. | "Falco (TV Size) (Falco-ファルコー(TVサイズ))"                                                                                                | 1:39 |
| 2. | "Ueki no Housoku Main Theme (うえきの法則メインテーマ)"                                                                                       | 2:01 |
| 3. | "Kobasen no Housoku (コバセンの法則)" | 1:12 |
| 4. | "B・J no Housoku (B・Jの法則)" | 1:14 |
| 5. | "Nouryoku Battle! (能力バトル!)" | 1:51 |
| 6. | "Mori Ai no Housoku (森あいの法則)" | 1:09 |
| 7. | "Houkago. (放課後。)" | 1:24 |
| 8. | "Ueki no Kaisou (植木の回想)" | 2:29 |
| 9. | "Cho~Fuan (チョ～不安)" | 1:38 |
| 10. | "Kinchou no Renzoku! (緊張の連続!)" | 1:34 |
| 11. | "Nouryokusha Arawaru! (能力者あらわる!)" | 2:02 |
| 12. | "Pi~nch! (ピ～ンチ!)" | 1:13 |
| 13. | "Rihou no Housoku (李崩の法則)" | 1:35 |
| 14. | "Kyoufu! Roberto Juudan (恐怖!ロベルト十団)"                                                                                                  | 0:55 |
| 15. | "Ueki no Yasashisa (植木のやさしさ)" | 1:16 |
| 16. | "Tenko no Housoku (テンコの法則)" | 1:28 |
| 17. | "Shitou! (死闘!)" | 1:47 |
| 18. | "Dogura Mansion (ドグラマンション)" | 1:23 |
| 19. | "Jigokukai no Tatakai (地獄界の戦い)" | 1:11 |
| 20. | "Roberto・Haydon no Housoku (ロベルト・ハイドンの法則)"                                                                                       | 1:35 |
| 21. | "Kanashimi no Housoku (悲しみの法則)" | 2:26 |
| 22. | "Battle Time Up! (バトルタイムアップ!)" | 1:54 |
| 23. | "Kobasen no Seigi (コバセンの正義)" | 1:45 |
| 24. | "Ueki no Seigi to Yuuki (植木の正義と勇気)"                                                                                                   | 1:46 |
| 25. | "Tenkai no Kami (天界の神)" | 1:29 |
| 26. | "Funky! Kamisama (ファンキー!神様)" | 1:03 |
| 27. | "Kobasen no Manazashi (コバセンの眼差し)" | 1:22 |
| 28. | "Anon no Housoku (アノンの法則)" | 1:29 |
| 29. | "Reiko・Gerart no Housoku (鈴子・ジェラートの法則)"                                                                                           | 1:14 |
| 30. | "Kokoro no Wakusei ~little planets~ (TV SIZE) (こころの惑星～Little planets～(TVサイズ))"                                                     | 1:30 |
| Tổng thời lượng: | Tổng thời lượng: | 46:34 |

| The Low Of Songs! | The Low Of Songs!                                                   | The Low Of Songs! |
| STT               | Nhan đề                                                             | Thời lượng        |
| ----------------- | ------------------------------------------------------------------- | ----------------- |
| 1.                | "Evolution[Album Mix]"                                              | 4:33              |
| 2.                | "Special na everyday [Album Mix] (スペシャルなeveryday[Album Mix])" | 3:57              |
| 3.                | "HIGHER[Album Mix]"                                                 | 3:18              |
| 4.                | "Dirty Heroes[Album Mix]"                                           | 3:40              |
| 5.                | "Taiyou no Basho [Album Mix] (太陽の場所[Album Mix])"               | 3:54              |
| 6.                | "Ano Hi kara [Album Mix] (あの日から[Album Mix])"                   | 4:08              |
| 7.                | "MORE...[Album Mix]"                                                | 4:41              |
| 8.                | "give me more[Album Mix]"                                           | 4:48              |
| 9.                | "HATTARI!"                                                          | 4:20              |
| 10.               | "road"                                                              | 4:36              |
| Tổng thời lượng:  | Tổng thời lượng:                                                    | 41:55             |

| THE LOW OF SONG COLLECTION? | THE LOW OF SONG COLLECTION?                                                                                           | THE LOW OF SONG COLLECTION? |
| STT                         | Nhan đề | Thời lượng                  |
| --------------------------- | --- | --------------------------- |
| 1.                          | "Falco-ファルコー" | 3:35                        |
| 2.                          | "No Regret" | 4:24                        |
| 3.                          | "Evolution" | 4:30                        |
| 4.                          | "Special na everyday (スペシャルなeveryday)"                                                                          | 4:18                        |
| 5.                          | "HIGHER" | 3:18                        |
| 6.                          | "Dirty Heroes" | 3:36                        |
| 7.                          | "Taiyou no Basho (太陽の場所)"                                                                                        | 3:55                        |
| 8.                          | "Ano Hi kara (あの日から)"                                                                                            | 4:11                        |
| 9.                          | "MORE..." | 4:38                        |
| 10.                         | "give me more" | 4:45                        |
| 11.                         | "HATTARI!" | 4:17                        |
| 12.                         | "road" | 4:31                        |
| 13.                         | "Kokoro no Wakusei ~Little planets~ (こころの惑星 ～Little planets～)"                                                | 4:39                        |
| 14.                         | "Earthship ~Uchuusen Chikyuugou~ (Earthship ～宇宙船地球号～)"                                                        | 4:07                        |
| 15.                         | "Kono Machi dewa Dare mo ga Mina Jibun Igai no Nanika ni Naritagaru (この街では誰もがみな自分以外の何かになりたがる)" | 4:21                        |
| 16.                         | "Bokutachi ni Aru Mono (ボクたちにあるもの)"                                                                          | 4:36                        |
| 17.                         | "True Blue" | 4:55                        |
| Tổng thời lượng:            | Tổng thời lượng: | 1:12:36                     |

## Đón nhận
| Nguồn              | Nhà phê bình    | Phân loại / Điểm                                                          | Ghi chú                   |
| ------------------ | --------------- | ------------------------------------------------------------------------- | ------------------------- |
| Anime News Network | Carlo Santos    | Overall (dub): D Overall (sub): C Story: C- Animation: B- Art: C Music: C | DVD/Anime Review of DVD 1 |
| AnimeOnDVD         | Chris Beveridge | Content: C Audio: B+ Video: B+ Packaging: B Menus: B- Extras: B-          | DVD/Anime Review          |